# Prostaglandin F2alfa
Prostaglandin 2α (2α u prostanoidnoj nomenklaturi), farmaceutski naziv dinoprost (INN), prirodni prostaglandin koji se koristi u medicini za indukciju porođaja, i kao abortifacijent.
Kod domaćih životinja, on se proizvodi u materici nakon stimulacije oksitocinom, u slučaju da nije došlo do implantacije tokom folikularne faze. On deluje kao na corpus luteum da uzrokuje luteolizu, čime se formira corpus albicans i proizvodi progesteron. Dejstvo PGF2α je zavisno od brojnih receptora na corpus luteum membrani.
2α izoforma 8-izo-PGF2α je nađena u znatno povišenim količinama kod pacijenata sa endometriozom, tako da je potencijalno uzročni link sa stresom vezanim za endometriozu.

## Mehanizam dejstva
2α deluje putem vezivanja za prostaglandinski F receptor. On je komercijalno dostupan kao Latanoprost.

## Spoljašnje veze
|  | Molimo Vas, obratite pažnju na važno upozorenje u vezi sa temama iz oblasti medicine (zdravlja). |